# Dubreuilville
Dubreuilville är en ort i Kanada.   Den ligger i provinsen Ontario, i den sydöstra delen av landet, 700 km väster om huvudstaden Ottawa. Dubreuilville ligger 341 meter över havet och antalet invånare är 635.
Terrängen runt Dubreuilville är huvudsakligen platt. Dubreuilville ligger nere i en dal. Trakten runt Dubreuilville är nära nog obefolkad, med mindre än två invånare per kvadratkilometer.. Det finns inga andra samhällen i närheten. 
I omgivningarna runt Dubreuilville växer i huvudsak blandskog.